# Polybutylentereftalat
Polybutylentereftalat (PBT), är en polymer uppbyggd av buten och tereftalsyra. PBT är en termoplastisk teknisk polymer som används bland annat inom el- och elektronikindustrin. Den är en termoplastisk (halv-)kristallin polymer och en typ av polyester. Den står emot lösningsmedel, krymper väldigt lite under formningen, är mekaniskt stark, är värmebeständig upp till 150 °C (eller 200 °C med glasfiberförstärkning) och kan behandlas med flamskyddsmedel för att göra den mindre brännbar. Den utvecklades av Storbritanniens Imperial Chemical Industries (ICI).
PBT är nära besläktat med andra termoplastiska polyestrar. Jämfört med PET (polyetylentereftalat) har PBT något lägre hållfasthet och styvhet, något bättre slagtålighet och en något lägre härdningstemperatur. PBT och PET är känsliga för varmvatten över 60 °C. Båda behöver UV-skydd om de används utomhus och de flesta kvaliteter av dessa polyestrar är brandfarliga, även om tillsatser kan användas för att förbättra både UV- och brännbarhetsegenskaper. 

## Användning
PBT används för höljen inom elektroteknik, men även inom bilkonstruktion som stickpropp och i hushåll till exempel i duschmunstycken eller strykjärn. Det finns också bearbetat till tandborstfibrer och lösögonfransar, och används i knapparna  på vissa avancerade datortangentbord eftersom strukturen är mycket motståndskraftig mot slitage och plasten är mindre känslig för ultraviolett nedbrytning och missfärgning än det konventionella ABS-alternativet.
PBT kan också göras till garn. Detta har en naturlig stretch som liknar Lycra och kan integreras i sportkläder. På grund av dess klorbeständighet finns det ofta i badkläder. Nya studier har dessutom visat att PBT har överlägsna UV-egenskaper jämfört med PET-baserade tyger som T400.
PBT, särskilt glasfiberkvaliteter, kan effektivt brandskyddas med halogenfria produkter. Fosforbaserade flamskyddssystem används i dessa brandsäkra polymerer och är baserade på aluminiumdietylfosfinat och synergister. De är designade för att uppfylla UL 94 antändbarhetstester samt Glow Wire Ignition Tests (GWIT), Glow Wire Flammability Test (GWFI) och Comparative Tracking Index (CTI). Huvudapplikationer finns inom el- och elektronikindustrin (E&E).

## Producenter
- Anjacom (Almaak international GmbH)
- Arnite (DSM)
- Celanex (Ticona)
- Crastin (DuPont)
- Duranex PBT (Polyplastics)
- Dylox (Hoffmann & Voss GmbH)
- Kebater (BARLOG plastics GmbH)
- Later (LATI)
- Pocan (Lanxess)
- Precit (AKRO)
- Rialox (RIA-Polymers GmbH)
- Schuladur (A. Schulman)
- Ultradur (BASF)
- Valox (Sabic Innovative Plastics)
- Vestodur (Evonik Industries AG)
- Badadur PBT (Bada AG)
- Bergadur (PolyOne Th. Bergmann GmbH)
- Longlit (Chang Chun Plastics Co Ltd)